# Obični dupin
Obični dupin (lat. Delphinus delphis), kao što mu i ime upućuje, široko je rasprostranjen u morima i oceanima tropskog, suptropskog i umjerenog pojasa.
Naseljava oceane i otvorena mora, a zalazi i u priobalne i pliće vode. U Mediteranu su češće prisutni u priobalnim područjima, iako obitavaju i u otvorenim vodama. 
Hrane se raznolikim plijenom koji uglavnom uključuje manje vrste plave ribe, te neke vrste pridnenih riba, glavonošce i rakove. Obični dupini često love, putuju i borave u velikim skupinama. Nekada su bili rasprostranjeni u cijelom Mediteranu, te su se smatrali i najbrojnijom vrstom dupina u Mediteranu, no brojnost im je u značajnom opadanju, a veća populacija danas postoji još samo u Alboranskom moru. Razlozi tako značajnom smanjenju broja nisu u potpunosti poznati no mogu se naslutiti. Prema povijesnim podacima za Jadransko more, poznato je da je obični dupin bio najbrojnija vrsta dupina u Jadranu. Krajem 19. i tijekom 20. stoljeća državna uprava i udruge ribara poduzimaju brojne akcije za uništavanje dupina u Jadranu. No sve kampanje provođene do 50tih godina prošlog stoljeća po svom opsegu i značenju nisu imale većeg utjecaja na stanje populacije. Nažalost, sredinom 1950-ih Ministarstvo ribarstva Narodne Republike Hrvatske, te nakon toga Udruženje morskog ribarstva Jugoslavije započinju do tada najopsežniju kampanju uništavanja dupina, a za svakog ubijenog dupina isplaćivana je nagrada. Rijetki dostupni podaci upućuju da su uglavnom lovljene manje vrste, odnosno baš obični dupini. Tako je tijekom 1950-ih u svega nekoliko godina u hrvatskom dijelu Jadrana ubijeno preko 800 dupina! Naravno, potpuno je nemoguće procijeniti koji je još broj smrtno ranjenih životinja pobjegao te poslije uginuo. Uzmemo li u obzir činjenicu da dupini imaju mladunce svakih nekoliko godina, te da svaki mladunac ne doživljava spolnu zrelost, postaje jasno da se od takvog desetkovanja dupini nisu nikada oporavili.
Daljnje smanjenje brojnosti uzrokovano je pogoršanjem uvjeta okoliša prije svega pod utjecajem ljudske djelatnosti, zagađenja, uznemiravanja i smanjenja količine raspoloživog plijena. Na to upućuje i činjenica, da podataka o opažanjima običnih dupina u hrvatskom dijelu Jadrana tijekom posljednjih 25 godina gotovo da i nema. Isti uzroci doveli su i do značajnog pada njihove brojnosti u cijelom Mediteranu.